# Juan Francisco Zamudio
Juan Francisco Zamudio fue un militar argentino que luchó contra las Invasiones Inglesas y por la emancipación de su patria. Tras sumarse al Ejército de los Andes, participó de la Expedición libertadora del Perú, integrándose finalmente al ejército de esa república.

## Biografía
Juan Francisco Zamudio nació en Buenos Aires, Argentina, en la última década del siglo XVIII. Según el historiador Jacinto Yaben era hijo del teniente coronel Juan Gregorio de Zamudio y Pesoa, quien fue alcalde de Buenos Aires, y de María Josefa de Echevarría Ordóñez y Sarmiento. Según otras fuentes, era en realidad nieto de Juan Gregorio de Zamudio y Pesoa, quien casó en segundas nupcias con Juana Josefa Sarría Gutiérrez, fallecida en 1740 y con quien tuvo tres hijos, Juan, Estanislao y José Ignacio Zamudio Sarría. Sería entonces Estanislao de Zamudio Sarría quien casó con Juana de Echeverría Ordóñez (hermana de María Josefa) y tuvo tres hijos, Máximo, Floro y Juan Francisco Zamudio Echeverría.
Habiendo ingresado muy joven como cadete en el Regimiento de Dragones de Buenos Aires, fue ascendido a portaguiones el 17 de mayo de 1803 y a alférez de compañía en 1804, grado con el que se distinguió como soldado en las invasiones inglesas de 1806 y 1807 que sufriera el Virreinato del Río de la Plata, siendo promovido a teniente.
Adhirió a la Revolución de mayo de 1810. Fue ascendido a teniente 1.º, puesto al frente de la compañía de Pardos de Córdoba y asignado, al igual que su hermano Máximo, a la Primera expedición auxiliadora al Alto Perú que al mando del coronel Francisco Ortiz de Ocampo marchó a las provincias para promover la causa revolucionaria.
Combatió en el Combate de Cotagaita y bajo el mando del  teniente coronel Antonio González Balcarce participó en la Batalla de Suipacha. Tras la batalla de Huaqui fue incorporado al Escuadrón Dragones Patricios de Salta y luego al de Húsares de la Patria.
Continuó en el Ejército del Norte bajo las órdenes de Manuel Belgrano hasta que el 18 de agosto de 1812 fue capturado junto con su hermano Máximo en el encuentro de Cabeza de Buey, motivo por el cual no estuvo presente en las victorias de Tucumán y Salta.  Tras el triunfo patriota en la batalla de Salta, el 21 de marzo de 1813 fue liberado en Oruro por José Manuel de Goyeneche.
Fue ascendido a capitán del Regimiento de Caballería de Línea del Perú, del que Máximo era teniente coronel. Bajo el mando del coronel Cornelio Zelaya intervino en el combate de Pequereque, siendo citado favorablemente por su comandante. Estuvo presente en las batallas de Vilcapugio y Ayohuma y en el consiguiente repliegue a Jujuy.
En 1815 íntervino en la Batalla de Puesto del Marqués y fue ascendido a sargento mayor de Dragones. Mientras que su hermano era licenciado y regresaba a Buenos Aires, Juan Francisco permaneció en el frente norte. Combatió en la batalla de Venta y Media y en Sipe Sipe, siendo hombre de confianza del general Martín Rodríguez.
En 1816 integró el Cabildo de la ciudad de Salta y en octubre de ese año revistaba como comandante en el Ejército del Norte. El 13 de abril del siguiente año fue dado de baja por decisión de Belgrano, permaneciendo afincado en la ciudad de Salta y acercándose a las fuerzas del general Martín Miguel de Güemes.
En 1819 fue nombrado Regidor Fiel Ejecutor por el Cabildo de Salta. En abril y diciembre de 1820 integró también el cuerpo municipal. El 16 de agosto de ese año Güemes le dio el grado de coronel graduado y en 1822 se convirtió en coronel efectivo. Fue edecán de la Legislatura de la Provincia de Salta hasta el 23 de julio de 1822.
En el marco de las guerras civiles argentinas que enfrentaron a las fuerzas federales y unitarias, Zamudio adhirió al  general unitario José María Paz, antiguo compañero de Dragones.
En febrero de 1830 participó como ayudante de Paz de la batalla de Oncativo en que fueron derrotadas las fuerzas federales al mando del general riojano Facundo Quiroga. En la jornada, Paz envió a Zamudio a transmitir sus órdenes al comandante del ala izquierda, el coronel salteño Manuel Puch, pero con instrucciones de vigilar su desempeño y de notar que flaqueaba o demoraba su intervención, matarlo y asumir el comando.
Tras el ascenso al poder de Alejandro Heredia, federal pero permisivo con los unitarios, en 1838 con el grado de coronel del ejército de la Confederación Argentina participó bajo el mando de Heredia de las operaciones contra las fuerzas de la Confederación Perú-Boliviana en la Puna de Atacama, donde actuó también como subdelegado.
Cuando en 1840 Salta se sumó a la Coalición del Norte, Zamudio fue nombrado segundo jefe de la división de esa provincia. En 1841 fue nombrado coronel del Regimiento de Gauchos de Guachipas y revistó posteriormente como jefe de Estado Mayor del general Gregorio Aráoz de Lamadrid. Tras la derrota emigró a la provincia de Corrientes. Murió años después en Pastos Grandes.
Casó con la salteña Josefa Valdivieso, y tuvo cuando menos un hijo, Eulogio Victorino Zamudio Valdivieso, nacido en 1816 en Salta.